# Xã Harrison, Quận Daviess, Indiana
Xã Harrison (tiếng Anh: Harrison Township) là một xã thuộc quận Daviess, tiểu bang Indiana, Hoa Kỳ. Năm 2010, dân số của xã này là 696 người.